# Kazuhiko Shimamoto
Kazuhiko Shimamoto (島本和彦 Shimamoto Kazuhiko?,  nacido el 26 de abril, 1961 en Ikeda-cho (ahora Oobihiroshi, Hokkaidō, Japón) es un mangaka japonés. Shimamoto asistió a la Universidad de Arte de Osaka, en el departamento de Bellas Artes. En el año 1982, mientras asistia a la universidad, debutó en el número especial de febrero de Shōnen Sunday con Hissatsu no Denkousei. Tiempo después abandona la universidad y dedica sus energías a convertirse en un mangaka. 
En sus inicios, hubo varios mangakas como Katsu Aki, Masaaki Fujihara, Eisaku Kubonouchi, Tetsuo Sanjou y Masami Kurumada, que fueron una gran inspiración para el.